# Max Théret
Max Théret (Parigi, 6 gennaio 1913 – Neuilly-sur-Seine, 24 febbraio 2009) è stato un imprenditore e attivista francese, cofondatore, insieme ad André Essel, della Fnac.

## Biografia
Max Théret è un militante comunista di rilievo. Antistalinista, diviene la guardia del corpo di Trockij in Francia, dopo l'esilio di quest'ultimo dall'Unione Sovietica di Stalin. In seguito combatte in Spagna la guerra civile contro le forze di Francisco Franco. Durante la seconda guerra mondiale entra a far parte della Resistenza francese.
Nel 1954 fonda, con André Essel, la Fnac (Federation Nationale d'Achats des Cadres), un gruppo di compratori che garantisce prezzi bassi, grazie al minimo ricarico applicato alle merci rivendute ai lavoratori.
Il gruppo diviene sempre più importante e inizia a ottenere grandi profitti. Dagli anni settanta, Théret comincia a vendere, insieme a Essel, quote di proprietà della Fnac, fino a uscirne completamente nel 1977, quando cedono tutte le azioni in loro possesso alle cooperative della grande distribuzione francesi. Sempre in quell'epoca diventa un finanziatore del Partito Socialista francese.
Nel 1988 è tra i protagonisti dello scandalo Pechiney-Triangle, una vicenda di insider trading nella quale è implicato insieme a Roger-Patrice Pelat, stretto collaboratore dell'allora presidente della Repubblica francese François Mitterrand. Secondo l'accusa, Théret avrebbe acquistato un consistente pacchetto azionario della Triangle Industries poco prima che la società Pechiney la rilevasse, conseguendo guadagni (circa 9 milioni di franchi) in virtù di informazioni riservate. Nel 1993 viene condannato a due anni di prigione con la condizionale e a un'ammenda di 2,5 milioni di franchi.
Il 24 febbraio 2009 muore a Neuilly-sur-Seine, all'età di 96 anni. Il 3 marzo viene cremato presso il cimitero di Père-Lachaise, a Parigi.